# Lithuanian International 2000
Die Lithuanian International 2000 im Badminton fanden Mitte August 2000 statt.

## Sieger und Platzierte
| Disziplin    | Gold                                   | Silber                           | Bronze                                   |
| ------------ | -------------------------------------- | -------------------------------- | ---------------------------------------- |
| Herreneinzel | Aivaras Kvedarauskas                   | Johan Uddfolk                    | Donatas Vievesis                         |
| Herreneinzel | Aivaras Kvedarauskas                   | Johan Uddfolk                    | Donatas Narvilas                         |
| Dameneinzel  | Neringa Karosaitė                      | Erika Milikauskaitė              | Kristina Dovidaitytė                     |
| Dameneinzel  | Neringa Karosaitė                      | Erika Milikauskaitė              | Kristīne Šefere                          |
| Herrendoppel | Aivaras Kvedarauskas Donatas Vievesis  | Donatas Narvilas Johan Uddfolk   | Reinis Belasovs Edijs Līviņš             |
| Herrendoppel | Aivaras Kvedarauskas Donatas Vievesis  | Donatas Narvilas Johan Uddfolk   | Mindaugas Dabašinskas Domantas Karpas    |
| Damendoppel  | Margarita Miķelsone Kristīne Šefere    | Neringa Karosaitė Ugnė Urbonaitė | Kristina Dovidaitytė Erika Milikauskaitė |
| Damendoppel  | Margarita Miķelsone Kristīne Šefere    | Neringa Karosaitė Ugnė Urbonaitė | Danguolė Blevaitienė Jūratė Prevelienė   |
| Mixed        | Aivaras Kvedarauskas Jūratė Prevelienė | Donatas Vievesis Ugnė Urbonaitė  | Donatas Narvilas Neringa Karosaitė       |
| Mixed        | Aivaras Kvedarauskas Jūratė Prevelienė | Donatas Vievesis Ugnė Urbonaitė  | Domantas Karpas Kristīne Šefere          |